# Dasyatis laevigata
Dasyatis laevigata är en rockeart som beskrevs av Chu 1960. Dasyatis laevigata ingår i släktet Dasyatis och familjen spjutrockor. IUCN kategoriserar arten globalt som nära hotad. Inga underarter finns listade i Catalogue of Life.